# 삼성 갤럭시 노트4
삼성 갤럭시 노트4(SAMSUNG Galaxy Note4)는 삼성전자에서 제조, 판매하는 안드로이드 패블릿 스마트폰으로, 갤럭시 노트3의 후속 제품이다.
2014년 9월 3일 삼성 언팩 2014 에피소드 2에서 발표되어, 2014년 9월 26일에 출시되었다

## 연혁
- 2014년 9월 3일 : 삼성 언팩 2014 에피소드 2 행사에서 공개[1]
- 2014년 9월 6일 : 국제 가전 박람회 2014에서 제품 전시
- 2014년 9월 26일 : 대한민국 모델 출시
- 2014년 4분기 : N910 모델 출시
- 2015년 2월 12일 : 대한민국 안드로이드 5.0.1 롤리팝 업그레이드 시작
- 2015년 9월 15일 : 대한민국 안드로이드 5.1.1 롤리팝 업그레이드 시작
- 2016년 5월 3일 : 대한민국 안드로이드 6.0.1 마시멜로 업그레이드 시작

## 외형
옆면은 갤럭시 알파와 같이 다이아몬드 컷팅으로 마감된 알루미늄 합금 재질을 사용했으며, 뒷면은 전작과 비슷하나 테두리의 스티치는 사라졌다.

## 색상
- 차콜 블랙
- 프로스트 화이트
- 블러섬 핑크
- 브론즈 골드(N910)
- 실버(N916)dj
- 벨벳 레드

## 애플리케이션 프로세서
삼성 엑시노스 AP가 장착된 모델은 64비트 명령어 처리를 지원하는 ARMv8 명령어 셋트 기반의 코텍스-A57 아키텍처와 코텍스-A53 아키텍처의 CPU다.
그러나 출시 당시 안드로이드 OS는 64비트 명령어 처리를 지원하지 않았다.
2015년 2월 12일 안드로이드 5.0.1롤리팝 버전 업그레이드가 되었으나, 롤리팝 32비트 버전이 탑재되었다.

## S펜
필압이 2,048 단계로 전작보다 2배나 향상돼 S펜으로 더 다양한 작업을 할 수 있으며, 펜촉을 교환할 수 있다.

## 카메라
전면 카메라는 370만 화소의 BSI CMOS 센서가 장착되었으며, f/1.9의 조리개로 고정되어있다. 후면 카메라는 1600만 화소이며 OIS 엑추에이터가 장착되어있다.

## 운영 체제/소프트웨어

### 안드로이드 4.4 킷캣
안드로이드 OS 4.4.4 킷캣을 탑재하여 출시하였다.

#### 특수 기능
- 멀티 윈도우 : 기존의 멀티 윈도우에서 최근 사용한 앱을 팝업창으로 보여주는 팝업 보기 (최대 5개), 분할한 화면 내에서 컨텐츠를 자유롭게 이동하는 스흘릿 뷰 기능등이 추가되었다.
- 스마트 셀렉트 : S 펜으로 콘텐츠를 드래그하면 기기가 이를 판단하여 컨텐츠를 알맞게 잘라준다.
- 포토 노트 : 글씨를 촬영해서 기기에서 디지털 정보로 변환하여 글씨를 저장해준다.
- 와이드 셀피 : 셀피 (셀프 카메라)를 120°의 광각으로 촬영해준다.

### 안드로이드 5.0 롤리팝
- [대한민국] 갤럭시노트4 S-LTE(SM-N916)모델은 안드로이드 5.0.1 롤리팝을 탑재하여 출시하였다.
- [해외] 갤럭시노트4 SM-N910C (폴란드) 모델에 대해 안드로이드 5.0.1 정식 업데이트 시작.
- [대한민국] 2월 12일 갤럭시노트4(SM-N910S/K/L)모델에 대해 안드로이드 5.0.1 정식 업데이트 시작.

### 안드로이드 5.1.1 롤리팝
- [대한민국] 9월 11일 갤럭시노트4 S-LTE (SM-N916S/K/L)모델에 대해 안드로이드 5.1.1 정식 업데이트 시작
- [대한민국] 9월 14일 갤럭시노트 4/노트 엣지 (SM-N910S/K/L)모델에 대해 안드로이드 5.1.1 정식 업데이트 시작

### 안드로이드 6.0.1 마시멜로
- [해외] 2016년 3월 24일 미국 갤럭시노트4 스프린트 모델에 대한 안드로이드 6.0.1 마시멜로 업데이트 시작
- [대한민국] 2016년 5월 3일 갤럭시노트4 (SM-N910S/K/L)모델에 대해 안드로이드 6.0.1 정식 업데이트 시작
- [대한민국] 2016년 5월 3일 갤럭시노트4 S-LTE (SM-N916S/K/L)모델에 대해 안드로이드 6.0.1 정식 업데이트 시작

## 변형 모델
| 모델 넘버 | 지역, 이동통신사 (Carrier)         | 통신 방식 (대역)         | 특징     |
| --------- | ---------------------------------- | ------------------------ | -------- |
| N910C     |                                    |                          |          |
| N910X     |                                    |                          |          |
| N910U     | 홍콩                               | LTE                      |          |
| N910S/K/L | 대한민국 SK텔레콤, KT, LG 유플러스 | 광대역 LTE-A             |          |
| N916S/K/L | 대한민국 SK텔레콤, KT, LG 유플러스 | 3Band LTE-A              | Cat.9,10 |
| N9100     | 중국                               | LTE-TDD, TD-SCDMA, WCDMA | 듀얼심   |
| N9106W    | 중국 차이나 유니콤                 | LTE-TDD, WCDMA           | 듀얼심   |
| N9108V    | 중국 차이나 모바일                 | LTE-TDD, TD-SCDMA        |          |
| N9109W    | 중국 차이나 텔레콤                 | LTE-TDD, CDMA2000        | 듀얼심   |
| N910A     | 미국 AT&T                          | LTE                      |          |
| N910V     | 미국 버라이즌                      | LTE                      |          |
| N910T     | 미국 T모바일                       | LTE                      |          |

## 같이 보기
- 삼성 기어 S
- 삼성 기어 VR
- 삼성 기어 서클
- 삼성 갤럭시 노트 엣지
- 삼성 갤럭시 알파
- 삼성 갤럭시 S5